# الجبوب (السياني)

تعديل مصدري - تعديل

الجبوب محلة تابعة لقرية ادنه الغبرا، التابعة لعزلة الدامغ بمديرية السياني إحدى مديريات محافظة إب في الجمهورية اليمنية.، بلغ تعداد سكانها 21 حسب تعداد اليمن لعام 2004.